# Hylomyscus vulcanorum
Hylomyscus vulcanorum is een knaagdier uit het geslacht Hylomyscus.

## Verspreiding
Deze soort komt voor in de bergen van Zuidwest-Oeganda, Rwanda, Burundi en het oosten van de Democratische Republiek Congo. De soort komt voor op 1670 tot 3100 m hoogte. 

## Soortenbeschrijving
Deze soort behoort samen met Hylomyscus denniae en Hylomyscus endorobae tot de H. denniae-groep; tot 2006 werden deze vormen als één soort, H. denniae, gezien.